# Straßen aus Zucker
Die Straßen aus Zucker (SaZ) ist mit einer Auflage von bis zu 180.000 Stück eine der größten deutschsprachigen Jugendzeitungen im Gratis-Vertrieb. Sie wird von verschiedenen Berliner Gruppen und Einzelpersonen aus dem linken politischen Spektrum seit 2009 herausgegeben (ursprünglich halbjährlich, dann jährlich), innerhalb des gesamten deutschsprachigen Raumes kostenlos verschickt und ausgelegt. Benannt wurde sie nach einer Textzeile aus einem Lied der Band Frittenbude.

## Geschichte
Die erste Ausgabe erschien 2009 anlässlich des „Superjubiläumsjahrs“ rund um die Feierlichkeiten zu 60 Jahren Bundesrepublik und zum 20. Jahrestag des Mauerfalls. Sie widmete sich vor allem Themen wie Schulkritik, Lohnarbeit und Antinationalismus.
Jede Ausgabe ist anderen Schwerpunkten gewidmet. Im Jahr 2013 gab es zusätzlich eine Sonderausgabe zu dem Schwerpunktthema Rassismus mit Texten zum Thema „20 Jahre Rostock-Lichtenhagen“ und einem Interview mit einer Aktivistin des Refugee-Camps am Oranienplatz.
2012 erschien die erste Ausgabe des englischen Ablegers „Routes Sucrées“, 2014 folgte die zweite englischsprachige Ausgabe. Im gleichen Jahr erschien mit der „Calles de Azúcar“ eine Ausgabe in Spanisch, die Übersetzungen bereits veröffentlichter deutscher Artikel sowie neue spanische Artikel beinhaltet. Einzelne Artikel wurden darüber hinaus in Tschechisch und Esperanto übersetzt.
2015 erschien unter dem Titel „Geheimdienst gib Handy“ eine Broschüre zum Verfassungsschutz.
2023 wurde aufgrund finanzieller Problem eine Spendenaktion ins Leben gerufen, um die kommende Ausgabe stemmen zu können und die Bekanntheit der Zeitung auszuweiten. Die Kosten lägen je Heft bei ca. 12.000 Euro. In der Corona-Pandemie seien geldbringende Einnahmemöglichkeiten über Party-Veranstaltungen entfallen.

## Inhalte
Die Straßen aus Zucker versteht sich als linksradikale und antinationale Jugendzeitung. Die Ausgaben behandeln verschiedene linke Themen wie Feminismus, Antikapitalismus, Rassismus, aber auch Kritik am Realsozialismus, und versuchen, diese allgemeinverständlich zu vermitteln.
Zusätzlich finden sich in den Ausgaben Interviews mit verschiedenen linken Künstlerinnen und Künstlern wie AnnenMayKantereit, Tocotronic, K.I.Z, Kate Nash, Peaches, Zugezogen Maskulin, Sookee oder Rage against the Machine, Schauspielern wie Robert Stadlober oder Satirikern wie Sebastian Hotz und Martin Sonneborn.
Unter der Rubrik Sweet Talking werden online weitere Interviews veröffentlicht, so zum Beispiel mit Neonschwarz oder Farin Urlaub. Ebenso gibt es einen Musik-Kanal mit Podcasts von DJs, sowie als barrierefreie Version eingesprochene Texte unter anderem gelesen von Dirk von Lowtzow.
Daneben wirbt die Zeitung auf ihrem Facebook-Auftritt auch regelmäßig für Veranstaltungen und Demonstrationen aus dem Umfeld der linken Szene und der Antifa und veranstaltet offene Treffen und Workshops im gesamten Bundesgebiet. Seit 2019 ist die SaZ auf Instagram aktiv. Mit dieser Mischung aus linker theoretischer Arbeit, antifaschistischen Aktionen und popkulturellen Anspruch richtet sich die Zeitung gezielt an Jugendliche und Schüler.
Sämtliche Ausgaben und Artikel der Zeitung sind auf der Webseite frei zugänglich archiviert.

## Auflage und Vertrieb
Nach Eigenangabe erscheint die SaZ ungefähr halbjährlich mit einer Auflage von bis zu 180.000 Stück. Die Ausgaben haben einen Umfang von 24 – 32 Seiten und werden im gesamten deutschsprachigen Raum verschickt und verteilt. Größere Verbreitung erfährt die Zeitung als regelmäßige Beilage der taz und der Jungle World.

## Kontroversen

### Interviews
Für eine erste größere Debatte sorgte 2011 ein Interview der SaZ mit Robert Stadlober. Nachdem dieser zuvor Unverständnis gegenüber der Aufregung geäußert hatte, die in öffentlichen Debatten dem Anzünden von Autos durch Linksautonome entgegengebracht wird, indem er wörtlich sagte: „Wenn in Hoyerswerda keine Asylantenheime brennen, habe ich keine Probleme mit brennenden Mercedessen“, ergänzte er im Interview mit der Straßen aus Zucker: „Naja, dass es uns so dreckig geht, liegt ja recht offensichtlich am Kapitalismus. Leider steht die Revolution aber auch nicht gerade vor der Tür.“
Die Band Feine Sahne Fischfilet antwortete auf die Frage in einer anderen Ausgabe, ob sie stolz auf Deutschland sei mit: „Stolz auf Deutschland? Stolz auf eine Nation? Stolz auf irgendein beschissenes Konstrukt? Wir kotzen gleich! Aussagen, die sich positiv auf eine Nation beziehen, sind immer negativ! Dieses allzu beliebte ‚Wir-Gefühl‘ benötigt zugleich auch immer ein Feindbild! Nationalismus und Rassismus gehören zusammen, wie Scooter und H.P. Baxxter. Wir sind stolz auf Sachen, die wir uns selbst erkämpfen! Wir sind stolz auf unsere Freund_innen und Genoss_innen, die trotz Repression, täglich für ihre Utopien kämpfen und sich nicht unterkriegen lassen! In diesem Sinne! Deutschland? Nie wieder!“
Unter anderem deswegen wurde die Band wegen ihrer „explizit anti-staatlichen Haltung“ im Verfassungsschutzbericht des Landes Mecklenburg-Vorpommern 2011 auf „knapp zwei Seiten“ erwähnt.

### Tortenwurf auf Sahra Wagenknecht
Bundesweite Aufmerksamkeit wurde der Zeitung in Verbindung mit dem Tortenwurf auf Sahra Wagenknecht am 28. Mai 2016 beim Parteitag der Partei Die Linke in Magdeburg zuteil. In einem Bekennerschreiben der „antifaschistischen Initiative 'Torten für Menschenfeinde'“ wurde Wagenknecht vorgeworfen, wie die AfD „den 'Volkszorn' in politische Forderungen zu übersetzen“. Ausgangspunkt waren Äußerungen Wagenknechts zu Kapazitätsgrenzen und Grenzen der Aufnahmebereitschaft in der Bevölkerung bezogen auf die Flüchtlingspolitik. So äußerte Wagenknecht in einem Interview: „Wer Gastrecht missbraucht, hat Gastrecht verwirkt.“ Als erstes meldete die Bild am Sonntag am 29. Mai 2016 vorab, der Tortenwerfer habe sich über die SaZ zum Parteitag als Medienvertreter akkreditiert und Zugang erhalten.
Obgleich die Zeitung bereits einen Tag nach dem Tortenwurf erklärte, in keiner Verbindung zum Tortenwerfer zu stehen, löste der Vorfall eine große Debatte über das Verhältnis der SaZ zur Linkspartei und zur Rosa-Luxemburg-Stiftung (RLS) aus. In der FAZ wurde die These vertreten, dass die RLS mit ihrer Förderung der SaZ mitverantwortlich für den Tortenwurf sei: „Die Linkenstiftung hat das in den Anschlag verwickelte Projekt mit ihrer Unterstützung in der aktuellen Form ermöglicht.“ Weitere Medien wie Der Spiegel oder Neues Deutschland diskutierten den Vorfall noch weitere Wochen, einzelne Politiker der Linkspartei forderten eine Distanzierung der RLS.